# Макрелещука
Макрелещука (Scomberesox) — рід риб родини макрелещукових (Scomberesocidae).

## Види
Містить два види:
- Scomberesox saurus (Walbaum, 1792) (Макрелещука океанічна)
- Scomberesox simulans (C. L. Hubbs & Wisner, 1980)